# Ixora knappiae
Ixora knappiae är en måreväxtart som beskrevs av Charlotte M. Taylor. Ixora knappiae ingår i släktet Ixora och familjen måreväxter. Inga underarter finns listade i Catalogue of Life.